# حارة ابن البصير (دار سعد)
حارة ابن البصير هي إحدى حارات حي 7 أكتوبر الواقع بمديرية دار سعد التابعة لمحافظة عدن، بلغ تعداد سكانها 6138 نسمة حسب تعداد اليمن لعام 2004.